# Európai Filmdíjak 2004
A 17. Európai Filmdíj-átadó ünnepséget (17th European Film Awards), amelyen az előző évben hivatalosan bemutatott, az Európai Filmakadémia mintegy 1600 tagjának szavazata alapján legjobbnak ítélt európai alkotásokat részesítették elismerésben, 2004. december 11-én tartották meg a Barcelonai Nemzetközi Kongresszusi Központban (Centro de Convenciones Internacional de Barcelona - CCIB). Az ünnepség ceremóniamesterének Maria de Medeiros portugál színésznő-rendező-énekest, valamint Juanjo Puigcorbé spanyol színészt kérték fel.
Az európai mozi 2004-es nagy ünnepén az addigi 16 díjkategóriát kiegészítették az 1992 óta szüneteltetett legjobb európai zeneszerző részére kiosztható díjjal.
A jelölések alapján két nagy esélyese volt a filmdíjaknak mivel hét-hét jelölést kapott a török származású német rendező, Fatih Akın Fallal szemben című filmje, valamint a spanyol Pedro Almodóvar filmdrámája, a Rossz nevelés. Az előbbi két díjat vihetett el (a legjobb filmét és a legjobb rendező közönségdíját), a második viszont – a legnagyobb csalódást okozva – egyetlen díjban sem részesült. Jól szerepelt Alejandro Amenábar spanyol-francia-olasz koprodukcióban forgatott, megtörtént esetet feldolgozó romantikus filmdrámája, a A belső tenger; öt jelölésből szerzett meg két díjat. A mezőny kiegyensúlyozottságát mutatja, hogy többi díjon egy-egy alkotás osztozott.
A legjobb nem európai film kategóriájában a kilenc jelölt között négy ázsiai két észak- és két dél-amerikai, valamint egy afrikai alkotás versenyzett; közülük a trófeát a távol-keleti filmes új hullám eredeti alakja, Vóng Ká-vaj (Wong Kar-wai) trilógiájának harmadik része, a 2046 vihette haza.
EFA életműdíját Carlos Saura filmrendező, a világ filmművészetéhez való legjobb európai teljesítmény díját pedig Liv Ullmann színésznő érdemelte ki.
A magyar filmművészetet két magyar alkotás képviselte, mindkettőt jelölték díjra is: Szabó István brit-magyar-kanadai koprodukcióban készített Csodálatos Júlia című vígjátékának fényképezéséért Koltai Lajost a legjobb európai operatőrnek, a zajos közönségsikert aratott Kontroll alkotóját,  Antal Nimródot pedig a legjobb rendezőnek. A jelölt alkotások díjat nem nyertek. Az előzetes válogatásban jelen volt még egy magyar vonatkozású film: a Cserhalmi György főszereplésével az év elején Oscar-díjra jelölt Zelary című cseh szerelmi dráma, amely viszont itt, az Európai Filmdíj mezőnyében nem kapott jelölést.

## Válogatás
1. 5x2 – rendező: François Ozon
2. Ae Fond Kiss… (Még egy csók) – rendező: Ken Loach
3. Agnes und seine Brüder (Ágnes öcsénk) – rendező: Oskar Roehler
4. Avanim (אבנים) (Kövek) – rendező: Raphael Nadjari
5. Bare Bea – rendező: Petter Næss
6. Böse Zellen (A pillangó-hatás) – rendező: Barbara Albert
7. Cantando dietro i paraventi (Dal a bordélyházból) – rendező: Ermanno Olmi
8. Caterina va in città (Caterina a városba megy) – rendező: Paolo Virzì
9. Code 46 – rendező: Michael Winterbottom
10. Comme une image (Mint egy angyal) – rendező: Agnès Jaoui
11. Csodálatos Júlia – rendező: Szabó István
12. De Zaak Alzheimer (Az Alzheimer ügy) – rendező: Erik Van Looy
13. Die fetten jahre sind Vorbei (Edukators) – rendező: Hans Weingartner
14. Dopo mezzanotte (Éjfél után) – rendező: Davide Ferrario
15. El 7° día (A hetedik nap) – rendező: Carlos Saura
16. En la ciudad (A városban) – rendező: Cesc Gay
17. Gegen die Wand (Fallal szemben) – rendező: Fatih Akın
18. Girl With A Pearl Earring (Leány gyöngy fülbevalóval – rendező: Peter Webber
19. Héctor – rendező: Gracia Querejeta
20. Het Zuiden – rendező: Martin Koolhoven
21. Honey Baby – rendező: Mika Kaurismäki
22. Immortel (ad vitam) (Halhatatlanok) – rendező: Enki Bilal
23. Jumalan Morsian – rendező: Anastasia Lapsui és Markku Lehmuskallio
24. Kontroll – rendező: Antal Nimród
25. La mala educación (Rossz nevelés) – rendező: Pedro Almodóvar
26. Lad de små børn... (Utána) – rendező: Paprika Steen
27. Le chiavi di casa (A ház kulcsai) – rendező: Gianni Amelio
28. Le conseguenze dell’amore (A szerelem következményei) – rendező: Paolo Sorrentino
29. Les choristes (Kóristák) – rendező: Christophe Barratier
30. Love Actually (Igazából szerelem) – rendező: Richard Curtis
31. Mar Adentro (A belső tenger) – rendező: Alejandro Amenábar
32. Moj szvodnij brat Frankenstein (Мой cводный брат Франкенштейн) (Féltestvérem, Frankenstein) – rendező: Valerij Todorovszkij
33. Næsland (Niceland – Izland) – rendező: Fridrik Thor Fridriksson
34. Non ti muovere (Ne menj el!) – rendező: Sergio Castellitto
35. Notre musique (A mi zenénk) – rendező: Jean-Luc Godard
36. Svjedoci (Szemtanúk) – rendező: Vinko Brešan
37. Szvoj (Свои) – rendező: Dmitrij Meskiev
38. Te doy mis ojos (Többet ne!)[7] – rendező: Iciar Bollain
39. The Last Soviet Movie (Az utolsó szovjet mozielőadás) – rendező: Aleksandrs Petukhovs
40. Trilogia - To livadi pou dakrizi (Το Λιβαδι Που Δακρυζει) (A könnyező mező) – rendező: Theo Angelopoulos
41. Was nützt die Liebe in Gedanken? (Szabad szerelem) – rendező: Achim von Borries
42. Želary (Zelary) – rendező: Ondřej Trojan

## Díjazottak és jelöltek
| „Díjazott” – szürkéskék háttérrel   |
| „Jelölt” – világos szürke háttérrel |

### Legjobb európai film
| Magyar címe            | Eredeti címe          | Rendező              | Ország                                      |
| ---------------------- | --------------------- | -------------------- | ------------------------------------------- |
| Fallal szemben         | Gegen die Wand        | Fatih Akın           | Németország · Törökország                   |
| A belső tenger         | Mar adentro           | Alejandro Amenábar   | Spanyolország · Franciaország · Olaszország |
| Kóristák               | Les choristes         | Christophe Barratier | Franciaország · Svájc                       |
| Lyukat ütsz a szívembe | Ett hål i mitt hjärta | Lukas Moodysson      | Svédország · Dánia                          |
| Rossz nevelés          | La mala educación     | Pedro Almodóvar      | Spanyolország                               |
| Vera Drake             | Vera Drake            | Mike Leigh           | Egyesült Királyság · Franciaország          |

### Az Európai Filmakadémia felfedezettje – ¬Fassbinder-díj
| Magyar címe                    | Eredeti címe                | Rendező                       | Ország                 |
| ------------------------------ | --------------------------- | ----------------------------- | ---------------------- |
| Elveszett gyermekkor           | Certi bambini               | Antonio Frazzi, Andrea Frazzi | Olaszország            |
| Az a csodálatos spliti éjszaka | Ta divna splitska noć       | Arsen Anton Ostojić           | Horvátország           |
| Az aratás ideje                | Vremja zsatvi (Время жатвы) | Marina Razbezskina            | Oroszország            |
| Kroko                          | Kroko                       | Sylke Enders                  | Németország            |
| –––                            | Or (אור) / Mon trésor       | Keren Yedaya                  | Izrael · Franciaország |
| Összefonódva                   | Brodeuses                   | Éléonore Faucher              | Franciaország          |

### Legjobb európai dokumentumfilm – Arte díj
| Magyar címe                                 | Eredeti címe                              | Rendező                         | Ország                                        |
| ------------------------------------------- | ----------------------------------------- | ------------------------------- | --------------------------------------------- |
| Darwin rémálma                              | Darwin's Nightmare                        | Hubert Sauper                   | Ausztria · Franciaország · Belgium            |
| Aileen – Egy sorozatgyilkos élete és halála | Aileen: Life and Death of a Serial Killer | Nick Broomfield, Joan Churchill | Egyesült Királyság                            |
| –––                                         | Die Spielwütigen                          | Andres Veiel                    | Németország                                   |
| –––                                         | La pelota vasca, la piel contra la piedra | Julio Medem                     | Spanyolország                                 |
| Bush szerint a világ                        | Le monde selon Bush                       | William Karel                   | Franciaország                                 |
| –––                                         | Mahssomim                                 | Yoav Shamir                     | Izrael                                        |
| –––                                         | The Last Victory                          | John Appel                      | Hollandia                                     |
| Érintsd meg a hangot                        | Touch the Sound                           | Thomas Riedelsheimer            | Németország · Egyesült Királyság · Finnország |

### Legjobb európai rendező
| Nyertesek és jelöltek  | Magyar címe     | Eredeti címe                       |
| ---------------------- | --------------- | ---------------------------------- |
| Alejandro Amenábar     | A belső tenger  | Mar Adentro                        |
| / Fatih Akın           | Fallal szemben  | Gegen die Wand                     |
| Pedro Almodóvar        | Rossz nevelés   | La mala educación                  |
| Theodoros Angelopoulos | A könnyező mező | Trilogia I: To Livadi pou dakryzei |
| Agnès Jaoui            | Mint egy angyal | Comme une image                    |
| Antal Nimród           | Kontroll        | Kontroll                           |

### Legjobb európai színésznő
| Nyertesek és jelöltek  | Magyar címe    | Eredeti címe   |
| ---------------------- | -------------- | -------------- |
| Imelda Staunton        | Vera Drake     | Vera Drake     |
| Sarah Adler            | A mi zenénk    | Notre musique  |
| Valeria Bruni Tedeschi | 5x2            | 5x2            |
| Penélope Cruz          | Ne menj!       | Non ti muovere |
| / Sibel Kekilli        | Fallal szemben | Gegen die Wand |
| Asi Levi               | Kövek          | Avanim         |

### Legjobb európai színész
| Nyertesek és jelöltek | Magyar címe                    | Eredeti címe                 |
| --------------------- | ------------------------------ | ---------------------------- |
| Javier Bardem         | A belső tenger                 | Mar adentro                  |
| Daniel Brühl          | Edukators                      | Die fetten Jahre sind vorbei |
| Bruno Ganz            | A bukás – Hitler utolsó napjai | Der Untergang                |
| Gérard Jugnot         | Kóristák                       | Les choristes                |
| Bogdan Stupka         | –––                            | Svoi                         |
| Birol Ünel            | Fallal szemben                 | Gegen die Wand               |

### Legjobb forgatókönyvíró
| Nyertesek és jelöltek         | Magyar címe     | Eredeti címe                  |
| ----------------------------- | --------------- | ----------------------------- |
| Agnès Jaoui Jean-Pierre Bacri | Mint egy angyal | Comme une image               |
| Paul Laverty                  | Még egy csók    | Ae Fond Kiss…                 |
| / Jean-Luc Godard             | A mi zenénk     | Notre musique                 |
| Pedro Almodóvar               | Rossz nevelés   | La mala educación             |
| Alejandro Amenábar Mateo Gil  | A belső tenger  | Mar adentro                   |
| / Fatih Akın                  | Fallal szemben  | Gegen die Wand / Duvara Karşı |

### Legjobb európai operatőr
| Nyertesek és jelöltek           | Magyar címe               | Eredeti címe                     |
| ------------------------------- | ------------------------- | -------------------------------- |
| Eduardo Serra                   | Leány gyöngy fülbevalóval | Girl with a Pearl Earring        |
| Javier Aguirresarobe            | A belső tenger            | Mar adentro                      |
| José Luis Alcaine               | Rossz nevelés             | La mala educación                |
| Koltai Lajos                    | Csodálatos Júlia          | Csodálatos Júlia                 |
| Alwin H. Küchler Marcel Zyskind | Code 46                   | Code 46                          |
| Andreasz Szinanosz              | A könnyező mező           | Trilogia: To livadi pou dakryzei |

### Legjobb európai zeneszerző
| Nyertesek és jelöltek | Magyar címe               | Eredeti címe                                                          |
| --------------------- | ------------------------- | --------------------------------------------------------------------- |
| Bruno Coulais         | Kóristák                  | Les choristes                                                         |
| Alexandre Desplat     | Leány gyöngy fülbevalóval | Girl with a Pearl Earring                                             |
| The Free Association  | –––                       | Code 46                                                               |
| Alberto Iglesias      | Rossz nevelés Többet ne!  | La mala educación Te doy mis ojos                                     |
| Eleni Karaindrou      | A könnyező mező           | Trilogia: To livadi pou dakryzei (Τριλογία 1: Το Λιβάδι που δακρύζει) |
| Stephen Warbeck       | Az Alzheimer ügy          | De Zaak Alzheimer                                                     |

### Legjobb európai teljesítmény a világ filmművészetében
| Díjazott    | Foglalkozás | Ország   |
| ----------- | ----------- | -------- |
| Liv Ullmann | színész     | Norvégia |

### Az Európai Filmakadémia életműdíja
| Díjazott     | Foglalkozás | Ország        |
| ------------ | ----------- | ------------- |
| Carlos Saura | filmrendező | Spanyolország |

### Európai Filmakadémia kritikusainak díja – FIPRESCI-díj
| Magyar címe     | Eredeti címe                       | Rendező                | Ország                                                  |
| --------------- | ---------------------------------- | ---------------------- | ------------------------------------------------------- |
| A könnyező mező | Trilogia I: To Livadi pou dakryzei | Theodoros Angelopoulos | Görögország · Franciaország · Olaszország · Németország |

### Európai Filmakadémia legjobb nem európai filmje – Screen International díj
| Magyar címe                            | Eredeti címe                               | Rendező                              | Ország |
| -------------------------------------- | ------------------------------------------ | ------------------------------------ | --- |
| 2046                                   | 2046                                       | Vóng Ká-vaj (王家衛, Wong Kar-wai)   | Hongkong · Kína |
| A repülő tőrök klánja                  | Si mien maj fu (十面埋伏, Shí miàn mái fú) | Csang Ji-mou (Zhang Yimou)           | Kína · Hongkong |
| Che Guevara: A motoros naplója         | Diarios de motocicleta                     | Walter Salles                        | Argentína · Amerikai Egyesült Államok · Chile · Peru · Brazília · Egyesült Királyság · Németország · Franciaország |
| Egy makulátlan elme örök ragyogása     | Eternal Sunshine of the Spotless Mind      | Michel Gondry                        | Amerikai Egyesült Államok                                                                                          |
| Fahrenheit 9/11                        | Fahrenheit 9/11                            | Michael Moore                        | Amerikai Egyesült Államok                                                                                          |
| Lopakodó lelkek                        | Pin csip (빈 집, Bin-jip)                  | Kim Gidok (김기덕, Kim Ki-duk)       | Dél-Korea · Japán                                                                                                  |
| –––                                    | Moolaadé                                   | Ousmane Sembene                      | Burkina Faso · Franciaország · Kamerun · Marokkó · Szenegál · Tunézia                                              |
| Oldboy                                 | Olduboi (올드보이, Oldeuboi)               | Pak Cshanuk (박찬욱, Park Chan-wook) | Dél-Korea |
| Üdvözlégy Mária, kegyelemmel teljes... | Maria Full of Grace                        | Joshua Marston                       | Kolumbia · Amerikai Egyesült Államok · Ecuador                                                                     |

### Európai Filmakadémia közönségdíja – legjobb rendező
| Nyertesek és jelöltek  | Magyar címe       | Eredeti címe                       |
| ---------------------- | ----------------- | ---------------------------------- |
| / Fatih Akın           | Fallal szemben    | Gegen die Wand                     |
| Michael Winterbottom   | Code 46           | Code 46                            |
| Pedro Almodóvar        | Rossz nevelés     | La mala educación                  |
| Theodoros Angelopoulos | A könnyező mező   | Trilogia I: To Livadi pou dakryzei |
| Bernardo Bertolucci    | Álmodozók         | The Dreamers                       |
| Julie Bertuccelli      | Mióta Otar elment | Depuis qu'Otar est parti...        |
| Icíar Bollaín          | Többet ne!        | Te doy mis ojos                    |
| Richard Curtis         | Igazából szerelem | Love Actually                      |
| Patrice Leconte        | Intim vallomások  | Confidences trop intimes           |

### Európai Filmakadémia közönségdíja – legjobb színésznő
| Nyertesek és jelöltek | Magyar címe        | Eredeti címe        |
| --------------------- | ------------------ | ------------------- |
| Penélope Cruz         | Ne menj el!        | Non ti muovere      |
| Fanny Ardant          | Nathalie...        | Nathalie...         |
| Emmanuelle Béart      | Nathalie...        | Nathalie...         |
| Eva Green             | Álmodozók          | The Dreamers        |
| Isabelle Huppert      | Anyámat!           | Ma mère             |
| Laia Marull           | Többet ne!         | Te doy mis ojos     |
| Samantha Morton       | Code 46            | Code 46             |
| Charlotte Rampling    | Halhatatlanok      | Immortel (ad vitam) |
| Anne Reid             | Anya és a szerelem | The Mother          |
| Paz Vega              | Carmen             | Carmen              |

### Európai Filmakadémia közönségdíja – legjobb színész
| Nyertesek és jelöltek    | Magyar címe               | Eredeti címe                    |
| ------------------------ | ------------------------- | ------------------------------- |
| Daniel Brühl             | Szabad szerelem           | Was nützt die Liebe in Gedanken |
| Sergio Castellitto       | Ne menj el!               | Non ti muovere                  |
| Daniel Craig             | Anya és a szerelem        | The Mother                      |
| Colin Farrell            | Kényszerszünet            | Intermission                    |
| Colin Firth              | Leány gyöngy fülbevalóval | Girl with a Pearl Earring       |
| Hugh Grant               | Igazából szerelem         | Love Actually                   |
| Thomas Kretschmann       | Halhatatlanok             | Immortel (Ad vitam)             |
| Fele Martínez            | Rossz nevelés             | La mala educación               |
| Ingvar Eggert Sigurðsson | Hideg fény                | Kaldaljós                       |
| Birol Ünel               | Fallal szemben            | Gegen die Wand                  |

### Legjobb európai rövidfilm (UIP díj)
| Címe                                                        | Rendező                        | Ország             | Jelölő fesztivál        |
| ----------------------------------------------------------- | ------------------------------ | ------------------ | ----------------------- |
| Megvárom a következőt... (J'attendrai le suivant)           | Philippe Orreindy              | Franciaország      | UIP díj – Gent          |
| Alt I alt                                                   | Torbjørn Skårild               | Norvégia           | UIP díj – Krakkó        |
| Cigaretta és kávé (Un cartus de kent si un pachet de cafea) | Cristi Puiu                    | Románia            | UIP díj – Berlin        |
| Én magam és az Univerzum (Ich und das Universum)            | Hajo Schomerus                 | Németország        | UIP díj – Szarajevó     |
| Fender Bender                                               | Daniel Elliott                 | Észtország         | UIP díj – Tampere       |
| Goodbye                                                     | Steve Hudson                   | Németország        | UIP díj – Velence       |
| La nariz de Cleopatra                                       | Richard Jordan                 | Spanyolország      | UIP díj – Edinburgh     |
| Lépcsőházi történet (Poveste la scara 'C')                  | Cristian Nemescu               | Románia            | UIP díj – Angers        |
| Les baisers des autres                                      | Carine Tardieu                 | Franciaország      | UIP díj – Valladolid    |
| Panique au village: Les voleurs des cartes                  | Vincent Patar, Stéphane Aubier | ,                  | UIP díj – Grimstad      |
| Reggel 7:35 (7:35 de la mañana)                             | Nacho Vigalondo                | Spanyolország      | UIP díj – Drama         |
| Szeress, vagy hagyj békén (Love Me Or Leave Me Alone)       | Duane Hopkins                  | Egyesült Királyság | UIP díj – Vilo do Conde |